# Švýcarská ženská florbalová reprezentace
Švýcarská ženská florbalová reprezentace je národní florbalový tým Švýcarska. To je zakládajícím členem Mezinárodní florbalové federace.

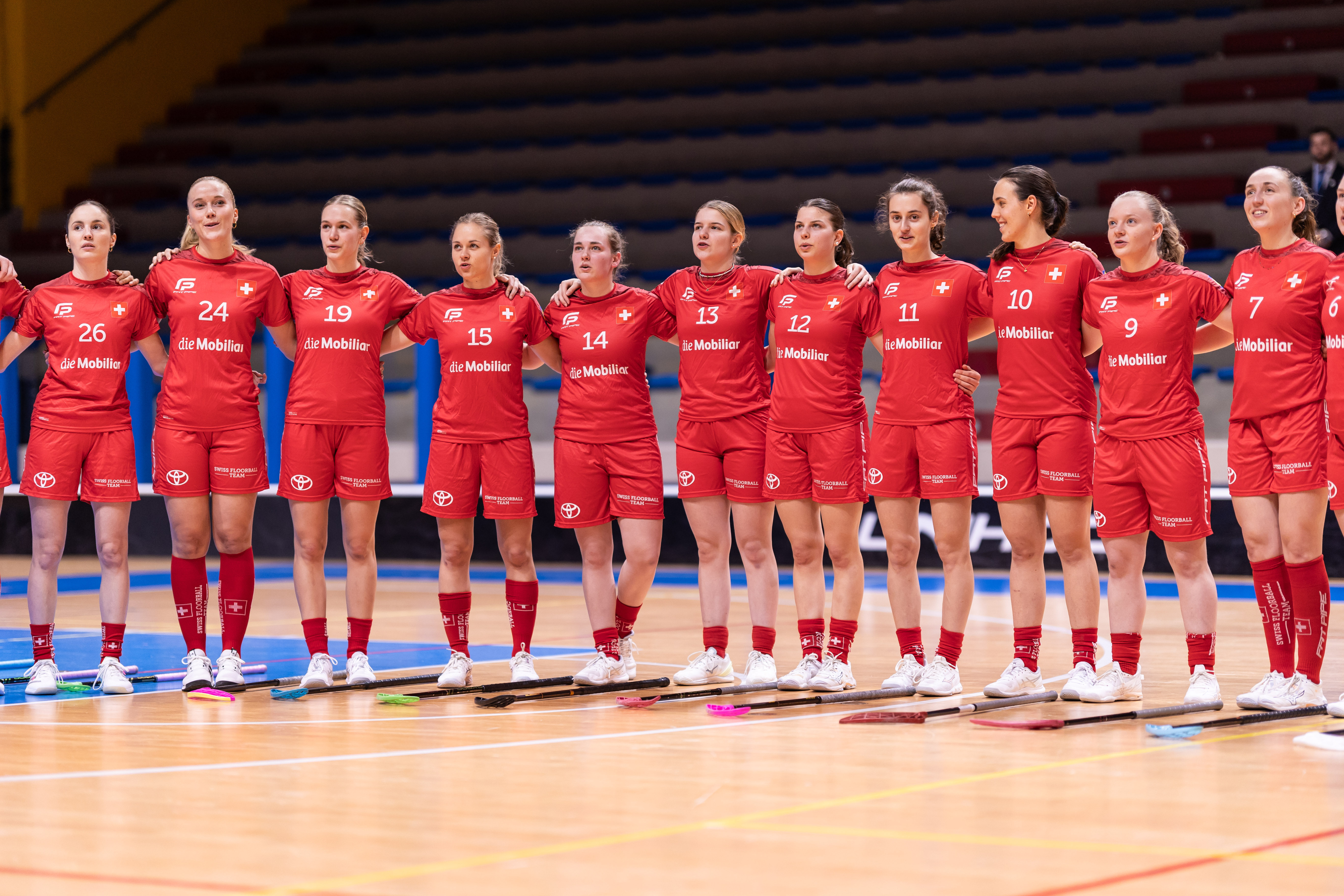
Švýcarský národní tým v kvalifikaci na Mistrovství světa 2025

Tým se zúčastnil všech dosavadních mistrovství světa i Evropy. Tým získal titul na mistrovství světa v roce 2005. Je tak třetí nejúspěšnější reprezentací a jednou ze tří, které získali zlatou medaili (se Švédskem a Finskem). Také mají čtyři stříbrné medaile z let 1999, 2003, 2009 a 2019.
Po třetím a čtvrtém místě na posledních dvou šampionátech v letech 2021 a 2023 je čtvrtým týmem žebříčku IFF (za Českem a před Slovenskem).

## Bilance s Českem
K listopadu 2023 Švýcarsko vyhrálo většinu z dosavadních více než 60 zápasů proti české reprezentaci. K první remíze mezi těmito státy na mezinárodním turnaji došlo v roce 2006 v Praze na prvním Euro Floorball Tour.
Na Mistrovství světa Švýcarky s českým výběrem poprvé prohrály v zápase o bronz na šampionátu v roce 2011 a naposledy znovu v zápase o bronz na mistrovství 2023. Mimo to prohrály již jen ve skupině na mistrovství 2021, ale v zápase o třetí místo již zvítězily. Celkem na šampionátech Česko porazily devětkrát, z toho třikrát ve skupině (2003, 2005 a 2013), dvakrát v semifinále (2009 a 2019) a čtyřikrát v zápase o bronz (2013, 2015 a 2017 a 2021).

## Umístění

### Mistrovství Evropy
| Turnaj | Místo     | Umístění | Rozhodující zápas |
| ------ | --------- | -------- | ----------------- |
| 1995   | Švýcarsko | 4.       | Finsko 2 : 3      |

### Mistrovství světa
| Turnaj | Místo     | Umístění | Rozhodující zápas |
| ------ | --------- | -------- | ----------------- |
| 1997   | Finsko    | 4.       | Norsko 3 : 4pn    |
| 1999   | Švédsko   | 2.       | Finsko 1 : 3      |
| 2001   | Lotyšsko  | 4.       | Norsko 3 : 4      |
| 2003   | Švýcarsko | 2.       | Švédsko 1 : 8     |
| 2005   | Singapur  | 1.       | Finsko 4 : 3      |
| 2007   | Dánsko    | 3.       | Lotyšsko 7 : 1    |
| 2009   | Švédsko   | 2.       | Švédsko 2 : 6     |
| 2011   | Švýcarsko | 4.       | Česko 2 : 3       |
| 2013   | Česko     | 3.       | Česko 4 : 3pp     |
| 2015   | Finsko    | 3.       | Česko 5 : 4       |
| 2017   | Slovensko | 3.       | Česko 3 : 2       |
| 2019   | Švýcarsko | 2.       | Švédsko 2 : 3pp   |
| 2021   | Švédsko   | 3.       | Česko 5 : 2       |
| 2023   | Singapur  | 4.       | Česko 4 : 5       |